# Parc-d’Anxtot
Parc-d’Anxtot – miejscowość i gmina we Francji, w regionie Normandia, w departamencie Sekwana Nadmorska.
Według danych na rok 1990 gminę zamieszkiwały 382 osoby, a gęstość zaludnienia wynosiła 66 osób/km² (wśród 1421 gmin Górnej Normandii Parc-d’Anxtot plasuje się na 542. miejscu pod względem liczby ludności, natomiast pod względem powierzchni na miejscu 626.).